# Zeuxine baliensis
Zeuxine baliensis är en orkidéart som beskrevs av Johannes Jacobus Smith. Zeuxine baliensis ingår i släktet Zeuxine och familjen orkidéer. Inga underarter finns listade i Catalogue of Life.